# Festival Eurovisão da Canção 2017
O Festival Eurovisão da Canção de 2017 (em inglês: Eurovision Song Contest 2017; em francês: Concours Eurovision de la chanson 2017; em ucraniano: Пісенний конкурс Євробачення 2017) foi a 62.ª edição anual do evento. O festival foi realizado pela segunda vez em Kiev, Ucrânia, depois de Jamala ter ganhado a edição anterior com a canção 1944. As semifinais realizaram-se nos dias 9 e 11 de maio, enquanto que a final se deu no dia 13 de maio. A última vez que o Festival adulto foi realizado em solo ucraniano foi em 2005, também em Kiev.
Portugal e Roménia regressaram este ano depois de estarem ausentes na edição de 2016. A Bósnia e Herzegovina retirou-se por problemas financeiros, enquanto que a Rússia anunciou a sua retirada a 13 de abril de 2017. Esta retirada foi anunciada depois que a sua representante, Yulia Samoylova, foi banida da Ucrânia, após alegações de que ela tenha entrado ilegalmente na Crimeia em 2015.
O cantor Salvador Sobral, representando Portugal, venceu esta edição com o tema "Amar pelos Dois", com 758 pontos, a maior pontuação da história e a primeira vitória de Portugal no Festival Eurovisão da Canção que, ao longo de 53 anos, nunca tinha conquistado nenhum top 5. Esta é também a primeira vitória para um país a cantar na sua língua oficial desde 2007, ano em que a Sérvia ganhou o certame com "Molitva". O top 3 - Portugal, Bulgária e Moldávia -, conquistaram todos as suas melhores posições da história.

## Regras

### Participação
Para mais detalhes sobre as regras, consulte: Regras do Festival Eurovisão da Canção.
- As regras de participação, classificação e pontuação no Eurovisão dependem de acordos impostos pela UER, que controla o festival. As regras já mudaram inúmeras vezes desde o início do festival, muitas delas relacionadas a questões políticas, financeiras e principalmente pelo número de países participantes que era cada vez maior.
- Desde os anos 1990, foi-se tornando impossível para a UER, com o aumento de participantes, agrupar numa única final todos os países interessados, o que culminou desde 1993, a criação de etapas de classificação para a grande final. Essas etapas foram modificadas diversas vezes, ano após ano.
- Em 1996, surgiu o “Big Four” em que a UER decidiu classificar automaticamente para a final os quatro países que mais contribuíam financeiramente para o evento: França, Alemanha, Reino Unido e Espanha. Em 2011, após um período de ausência, a Itália também entrou na lista, formando o que hoje chamamos de “Big Five”. Os cinco países que formam o Big Five, juntamente com o país anfitrião, são divididos em dois grupos de três para votarem nas semifinais.
- Depois de problemas, controversas e críticas com os diversos formatos adotados previamente,em 2007, a UER definiu que haveria duas semifinais que classificariam 10 países em cada uma delas. Foi definido também que cada semifinal poderia ter no máximo 20 países participantes. Enquanto, a final terá o mínimo de 25 e o máximo de 26 países: 10 advindos de cada semifinal, 5 do “Big Five” mais o país anfitrião, que também é qualificado automaticamente para a final. Caso algum do "Big Five" ganhe no ano anterior, uma das vaga para a final do ano seguinte deixa de existir.[3]
- Quanto às seleções nacionais não há regras, nem mesmo quanto à nacionalidade dos representantes de cada país, podendo assim um norueguês representar a Espanha e vice-versa, por exemplo. No entanto há restrições quanto à duração da música, idade dos participantes e o número de pessoas no palco:a música não pode ultrapassar os três minutos, o participante não deve ter menos de 16 anos e cada país só pode levar até 6 pessoas ao palco. Essa regra ajuda a controlar a duração do festival em direto.
- Também não há impedimento quanto ao idioma das músicas, mas recentemente a língua inglesa passou a predominar, mesmo não sendo a língua oficial do país que a levou. Outros artistas também “misturam” mais de dois idiomas em uma única música.
- Quanto à participação dos países, estes devem ser membros ativos da UER (União Europeia de Radiodifusão), uma união que engloba emissoras de rádio e TV na Europa. Obrigatoriamente cada país deve ter no mínimo uma estação de televisão afiliada ao grupo e deve transmitir o evento ao estiver em competição.

### Votação
Para mais detalhes sobre a votação, consulte: Votação do Festival Eurovisão da Canção.
- O sistema de votação no evento é dividido entre o público e o júri. Qualquer que seja o espetáculo (semi ou final), o espectador vota através de telemóvel ou SMS, sendo permitidos no máximo 20 votos para cada número telefónico, sendo que é impossível votar no seu próprio país. A ordem das apresentações é definida pela produção dos concertos, representa a música com um determinado número; sendo que a votação só ocorre depois da última apresentação.
- A contagem dos votos nas semifinais permanece em segredo até que se conheça o vencedor do festival. Isso ocorre para manter a expetativa dos participantes e do público, bem como para não influenciar as decisões na final. A divulgação dos países finalistas nas semifinais é aleatória não correspondendo a nenhum ranking de pontuação.
- Os pontos são distribuídos em dois combos de: 1 a 7, 8, 10 e 12 pontos, numa combinação do televoto + votação do júri. Na final a votação é idêntica às semifinais só que é feita em aberto e apresentada ao público em tempo real pelo porta-voz de cada país.

## Preparação do Festival
Nove cidades mostraram interesse em acolher o Festival: Dnipropetrovsk, Kherson, Carcóvia, Kiev, Lviv, Odessa,  Tcherkássi, Vinnystia e Irpin. Porém apenas seis seguiram as condições propostas pela NTU.
A 22 de julho, três cidades foram anunciadas como finalistas para sediar o Festival, depois da emissora ucraniana NTU ter eliminado, por diversos fatores, as cidades de Kherson, Carcóvia e Lviv.
A data prevista para o anúncio da cidade-sede e do local foi 1 de agosto de 2016. No entanto, a NTU confirmou em 26 de julho de 2016 que a cidade seria anunciada no dia seguinte, o que acabou não acontecendo. Com isso, o anúncio foi realocado novamente para 1 de agosto. Neste dia, a NTU referiu que não tinha ainda decidido e que estava considerando as três propostas, entendendo que faltavam algumas condições em cada uma. Em 10 de agosto, Oleksandr Kharebin, Diretor-Geral Adjunto da NTU, anunciou que a cidade sede seria anunciada até dia 24 de agosto.
Após estes sucessivos adiamentos sobre a decisão da cidade sede, o prefeito de Dnipro lançou um apelo público, em 19 de agosto, pela sua conta oficial do Facebook, ao time responsável pelo processo, para que o fizessem o mais rapidamente possível e referiu que, se não se soubesse a cidade sede dentro de uma semana, Dnipro estaria desistindo oficialmente do evento. 
Minutos depois, Oleksandr Kharebin respondeu, pedindo que o político mantivesse a calma, citando que a cidade sede da Eurovisão em 2017 seria anunciada em 23 de agosto.
Durante os dois dias seguintes, não se houve conhecimento de nenhuma nova informação relativa ao processo. Até que, em 25 de agosto, foi-se anunciada a realização de uma entrevista coletiva para o anúncio da cidade-sede. Alguns minutos antes desta coletiva começar, contudo, ela foi cancelada, com o argumento de que ainda faltavam alguns detalhes finais para o anúncio.
O então Diretor Geral da NTU, Zurab Alasania, mais tarde anunciou que Dnipropetrovsk estava oficialmente fora da corrida, sendo que as finalistas eram Odessa e Kiev.
A 9 de setembro, foi anunciado que Kiev e o Centro Internacional de Exibições (IEC) iriam sediar o Festival Eurovisão da Canção 2017.
| A Batalha das Cidades (City Battle) | |
| --- | --- |
| Em 20 de julho, as seis cidades, agora candidatas, se apresentaram oficialmente ao vivo em um programa de televisão chamado Batalha das Cidades (em inglês: City Battle), no qual se incluía a discussão entre os membros do Comitê Organizador, representantes da União Europeia de Radiodifusão, músicos profissionais da Ucrânia e fãs de toda a parte. O programa foi apresentado por Timur Miroshnychenko e transmitido no horário nobre do canal 1 da NTU, na Radio Ukraine e pelo YouTube, através do canal oficial do festival. Cada proposta foi apresentada ao longo do programa pelos representantes de cada cidade: \| Dnipro: Borys Filatov \\| Presidente da Câmara Carcóvia: Igor Terekhov \\| Vice-Presidente da Câmara Cherson: Volodymyr Mykolaienko \\| Presidente da Câmara \| Kiev: Oleksii Reznikov \\| Vice-chefe do departamento administrativo da cidade Lviv: Andrii Moskalenko \\| Vice-Presidente da Câmara Odessa: Pavel Vugelman \\| Vice-Presidente da Câmara \| | |
| Dnipro: Borys Filatov \| Presidente da Câmara Carcóvia: Igor Terekhov \| Vice-Presidente da Câmara Cherson: Volodymyr Mykolaienko \| Presidente da Câmara | Kiev: Oleksii Reznikov \| Vice-chefe do departamento administrativo da cidade Lviv: Andrii Moskalenko \| Vice-Presidente da Câmara Odessa: Pavel Vugelman \| Vice-Presidente da Câmara |

### Seleção da cidade anfitriã

#### Características das candidatas e arenas propostas
△  Cidade anfitriã  ▽  Finalistas  ▷  Cidades que se retiraram
| Cidade   | Local                                   | Capacidade  | Notas | Candidatura |
| -------- | --------------------------------------- | ----------- | --- | --- |
| Carcóvia | Estádio Metalist                        | 40 000      | Acolheu 3 jogos da fase de grupos do Campeonato Europeu de Futebol de 2012. Precisarava de algumas obras, incluindo uma cobertura. | A 2 de julho de 2016, Carcóvia apresentou uma candidatura oficial sem passar por uma candidatura preliminar, sendo assim a quinta cidade a apresentar-se oficialmente para acolher o Festival em 2017.                                                         |
| Kherson  | -                                       | -           | - | O presidente da desconhecida Kherson, Volodymyr Mikolayenko, também anunciara na mesma data que a cidade também estava interessada em sediar o evento. |
| Dnipro ▷ | Dnipro-Arena                            | 6000 a 9000 | A Dnipro-Arena foi uma das sedes do Campeonato Europeu de Futebol de 2012                                                          | O prefeito de Dnipropetrovsk, Borys Filatov, também mostrou, em 15 de maio de 2016, o seu desejo em realizar o evento em sua cidade. O Director-Geral da NTU, Zurab Alasania, alguns dias mais tarde, anunciou que Dnipro estava oficialmente fora da corrida. |
| Kiev △   | Centro Internacional de Exibições (IEC) | ≈ 11 000    | O maior edifício de exposição na Ucrânia. Lugar permanente para negócios e exibições internacionais                                | O prefeito de Kiev, o ex-boxeador e campeão olímpico Vitali Klitschko, também mostrou interesse em acolher o Festival na cidade, indicando o Estádio Olímpicocomo um dos locais possíveis.                                                                     |
| Lviv     | Arena Lviv                              | 34 915      | Acolheu 3 jogos da fase de grupos do Campeonato Europeu de Futebol de 2012. Precisava de uma cobertura.                            | Andriy Sadovy, prefeito de Lviv, também anunciara que a cidade estava preparada para sediar o evento ao mais alto nível, onde também aconteceram jogos do Euro 2012. A cidade propõe duas alternativas.                                                        |
| Lviv     | EuroBasket                              | -           | Este local foi inicialmente concebido para acolher o EuroBasket 2015, e estava 25% concluído à época.                              | Andriy Sadovy, prefeito de Lviv, também anunciara que a cidade estava preparada para sediar o evento ao mais alto nível, onde também aconteceram jogos do Euro 2012. A cidade propõe duas alternativas.                                                        |
| Odessa ▽ | Chornomorets Stadium                    | 34 164      | Esta arena foi uma das sedes da Super Copa da Ucrânia de 2004 a 2007. Necessitava de uma cobertura.                                | A 16 de maio de 2016, o prefeito da cidade de Odessa, Gennadiy Trukhanov, mostrou interesse para a cidade sediar o Festival. |

Em certas cidades, faltavam infraestruturas necessárias para acolher o Festival : os locais propostos eram a céu aberto, o que é incapacitante para acolhê-lo. Tcherkássi, Vinnystsia e Irpin foram as cidades que nunca apresentaram uma candidatura oficial.
A 8 de junho, foi realizada a primeira reunião da organização do Festival, de acordo com a chefe da delegação ucraniana e posteriormente produtora executiva do evento, Viktoria Romanova. Durante esse tempo, a UER e a NTU estipulou as regras e as condições que as cidades candidatas teriam de respeitar para sediar o evento. Já o primeiro-ministro Volodymyr Groysman, anunciou, a 18 de maio de 2016, que provavelmente um processo de escolha da sede seria aberto, pois o evento tornara-se uma prioridade para o país. As características impostas pela UER foram:
| Características impostas pela UER |
| --- |
| - As arenas deveriam ter uma capacidade mínima de 7000 espectadores; mas, para a UER, o ideal era um local com capacidade de 10.000 espectadores. - A arena deveria ser coberta. - A cidade anfitriã, em colaboração com o Estado ucraniano, teria de assegurar a segurança dos artistas, jornalistas, convidados e fãs durante o período do Festival. - Ela também deveria ter um centro de imprensa para poder receber, ao menos, 1550 pessoas. - A cidade deveria ter a capacidade para acolher a imprensa, artistas e fãs. Para que isso pudesse acontecer, seriam necessários, ao menos, 2000 quartos de hotel, todos perto do local do festival e do centro da cidade. - A cidade anfitriã deve teria grandes ligações, além um aeroporto internacional moderno para facilitar o transporte das pessoas até ao local do evento. - Os transportes urbanos da cidade deveriam ser suficientes. - A cidade deveria ter condições de hospedar um Euroclub, que deveria estar situado nas proximidades ao mesmo tempo dos hotéis, centro da cidade e da arena/sala de espetáculos. - Um local tendo a capacidade para ter para, ao menos, 3000 pessoas, deveria ser previsto para a cerimónia de abertura e para as festas pós-concurso. - As cidades deveriam prover, durante o festival, equipamentos suficientes para as visitas turísticas, a fim de mostrar as características locais do país, além de dispor de serviços de hospitalidade. - A cidade deveria promover as atividades do concurso em escala nacional e internacional. - A cidade deveria criar uma atmosfera específica em volta do evento. Em 24 de junho, a UER revelou o calendário de seleção da cidade anfitriã. A seleção da cidade foi entre os dias 24 de junho e 1 de agosto e consistiu em 4 etapas: - 8 de julho - Prazo para as cidades apresentarem as candidaturas com as respetivas propostas. - 15 de julho - Anúncio das cidades com as melhores especificações para a arena, hotéis, ligações dos transportes dentro da cidade e no exterior. - 18 a 22 de julho - Apresentação das propostas das cidades candidatas ao Comitê de Organização Local. Foram, assim, escolhidas duas cidades finalistas, que enviaram as suas propostas à UER. - 22 de julho a 1 de agosto - Inspeção das cidades finalistas por representantes da União Europeia de Radiodifusão e do Comitê de Organização Local, a fim de avaliar as infraestruturas da cidade e as suas propostas em termos de implantação. - Continuidade - Anúncio, pela UER, em conferência de imprensa, dos resultados da seleção e, assim, da cidade escolhida para sediar o Festival Eurovisão da Canção de 2017. |

### Formato

#### Datas provisórias
As datas provisórias iniciais para a 62.ª edição foram anunciadas a 14 de março de 2016 durante a tradicional reunião dos Chefes de Delegação, na sede do festival do ano anterior, com as semifinais originalmente marcadas para os dias 16 e 18 de maio e a final para 20 de maio de 2017. Essas datas provisórias foram escolhidas pela UER com o objetivo de evitar potenciais choques de datas com outros eventos, tal como a final da Liga dos Campeões da UEFA. No entanto, logo em junho, a NTU propôs novas datas: antecipar o festival em uma semana, para os dias 9, 11 e 13 de maio de 2017. Estas mesmas datas estiveram sujeitas a alterações, mas foram confirmadas no mesmo dia em que foi anunciado onde se iria realizar o festival. Outra alternativa foram os dias 23, 25  e 27 de maio de 2017.

#### Orçamento
O orçamento previsto para o Festival de 2017 foi de ₴ 663 milhões (aproximadamente 23,2 milhões de € ou 24 milhões de dólares). Desta soma, ₴ 457 milhões (aproximadamente 16 milhões  € ou US$ 17 milhões) provieram do governo ucraniano. A cidade de Kiev alocou ₴ 208 milhões (aproximadamente 7,2 milhões € ou US$ 7,6 milhões) à organização do Festival e previu repartir as suas despesas entre 2016 e 2017, utilizando ₴ 51 milhões (aproximadamente 1.8 milhão € ou US$ 1.9 milhão) no período pré-evento, e os restantes ₴ 154 milhões (5,4 milhões € ou US$ 5.7 milhões) para serem usados durante os meses anteriores ao festival.

#### Equipa principal
A 5 de janeiro de 2017, a emissora NTU anunciou os membros da equipa principal que estaria encarregada do Festival de 2017. A emissora nomeou Aleksandr Kharebin e Viktorya Romanova como produtores executivos. Porém, uma parte da equipe renunciou aos cargos em 13 de fevereiro de 2017, forçando a NTU a nomear substitutos.

#### Dificuldades encontradas
A emissora ucraniana encontrou muitas dificuldades quanto à preparação do Festival. A 27 de novembro de 2016, Aleksandr Kharebin, diretor-geral da emissora, anunciou que os preparativos tinham tido meses de atraso. Graças à, de acordo com ele, "burocracia, uma legislação inadequada e uma atitude insolente de certos oficiais". Mais concretamente, a alocação do orçamento pelo governo ucraniano foi atrasado e cada etapa dos preparativos deveria, como diz a lei ucraniana, passar por uma chamada de ofertas públicas — a escolha do tema e do slogan do Festival, por exemplo, foi feita por ofertas públicas.
Estes problemas acumulados poderiam tirar os direitos de organização do festival da NTU. Porém, a 28 de novembro de 2016, Aleksandr Kharebin anunciou que a Ucrânia iria, mesmo assim, organizar o Festival, e, apesar dos rumores publicados na imprensa ucraniana, progressos significativos teriam sido feitos a propósito da organização.
A preparação do Festival foi igualmente marcada por diversas demissões. Inicialmente, Zurab Alasania, diretor-geral da emissora, apresentou a sua demissão a 1 de novembro de 2016, em sinal de protesto contra o baixo orçamento alocado pelo governo ucraniano à emissora e a pressão para não revelar os problemas encontrados pela organização. Seguinte a esta demissão, uma pessoa — não nomeada na carta de demissão —, designou um novo diretor para o Festival, que assumiu o controlo total da sua preparação, anulando as ações da equipa principal encarregada da organização. Este bloqueio levou à demissão de 21 membros da equipa a 13 de fevereiro de 2017, incluindo os produtores executivos Viktorya Romanova e Aleksandr Kharebin, a diretora comercial Iryna Asman, o gerente geral do evento Denys Bloshchenskyi e o diretor da segurança Aleksii Karaban. A UER, depois disso, insistiu com a emissora sobre a importância de envolver rapidamente e eficazmente os elementos já aprovados para o Festival e respeitar o planeamento estabelecido, apesar das mudanças em cima da hora.

#### Sorteio das semi-finais
O sorteio para determinar a atribuição dos países participantes às respectivas semifinais teve lugar no Column Hall a 31 de janeiro de 2017, apresentado por Timur Miroshnychenko e Nika Konstantinova. Os 37 semifinalistas foram alocados em seis potes, com base em padrões históricos de votação, conforme calculado pelo parceiro oficial do televoto, Digame.
| Pote 1                                                                             | Pote 2                                                          | Pote 3                                                            | Pote 4                                                      | Pote 5                                                          | Pote 6                                                             |
| ---------------------------------------------------------------------------------- | --------------------------------------------------------------- | ----------------------------------------------------------------- | ----------------------------------------------------------- | --------------------------------------------------------------- | ------------------------------------------------------------------ |
| - Albânia - Croácia - Eslovénia - Macedónia do Norte - Montenegro - Sérvia - Suíça | - Dinamarca - Estónia - Finlândia - Islândia - Noruega - Suécia | - Arménia - Azerbaijão - Bielorrússia - Geórgia - Israel - Rússia | - Bulgária - Chipre - Grécia - Hungria - Moldávia - Roménia | - Austrália - Áustria - Malta - Portugal - Chéquia - San Marino | - Bélgica - Irlanda - Países Baixos - Letónia - Lituânia - Polónia |

#### Identidade visual
O logótipo e o slogan foram revelados a 30 de janeiro de 2017. O slogan para o Festival de 2017 é Celebrate Diversity (em português, Celebra a Diversidade). O slogan é a mensagem central para o evento ano e é complementada por um logótipo criativo baseado no tradicional colar de grânulos ucraniano conhecido como Namysto. Mais do que uma peça de joelheira, Namysto é um amuleto protetor e um símbolo de beleza e saúde. É composto de diversas pérolas diferentes, cada uma com o seu próprio design, e celebra a diversidade e individualidade.

## Promoção

### Emojis promocionais

Os 3 emojis exclusivamente criados pela Eurovisão e pelo Twitter.

Foi anunciado que a 30 de abril que as equipas criativas da Eurovisão e do Twitter estariam a trabalhar juntas para criar 3 emojis que acompanharam os hashtags promocionais durante a edição. O emoji de coração aparecereu juntamente com #ESC2017 e #Eurovision, enquanto que o emoji do troféu do vencedor foi usado para #12Points e #douzepoints. O último emoji é o logótipo do certame, que apareceu junto ao hashtag #CelebrateDiversity, o slogan desta edição.

### Moedas comemorativas
A 5 de maio, o Banco Central da Ucrânia anunciou o lançamento de uma moeda especial, em prata, para marcar o facto da Ucrânia receber e organizar a 62.ª edição do Festival da Eurovisão. A moeda de 5 grívnia mostra o céu de Kiev de um lado e o logótipo da Eurovisão 2017 do outro. O logo contém a bandeira ucraniana. Foram feitas 40 mil moedas, com metade delas a serem vendidas no website do Banco Central, onde puderam ser compradas até 15 de maio.

## Participantes

### 1.ª semifinal
Dezoito países participaram na 1.ª semifinal. A Itália, a Espanha e a Reino Unido votaram nesta semifinal.
| País participante    | Título original da canção | Artista                  | Processo                                               | Data da seleção             |
| Canais transmissores | Tradução em Português     | Idiomas de interpretação | Processo                                               | Data da seleção             |
| Primeira parte       | Primeira parte            | Primeira parte           | Primeira parte                                         | Primeira parte              |
| -------------------- | ------------------------- | ------------------------ | ------------------------------------------------------ | --------------------------- |
| Albânia              | World                     | Lindita Halimi           | Festivali i Kenges 55                                  | 24 dezembro 2016            |
| RTSH                 | Mundo                     | Inglês                   | Festivali i Kenges 55                                  | 24 dezembro 2016            |
| Austrália            | Don't Come Easy           | Isaiah Firebrace         | Eleição Interna                                        | 7 de março de 2017          |
| SBS                  | Não vem facilmente        | Inglês                   | Eleição Interna                                        | 7 de março de 2017          |
| Azerbaijão           | Skeletons                 | Dihaj                    | Eleição Interna                                        | março de 2017               |
| ICTIMAI              | Esqueletos                | Inglês                   | Eleição Interna                                        | março de 2017               |
| Bélgica              | City Lights               | Blanche                  | Eleição Interna                                        | 8 de março de 2017          |
| RTBF                 | Luzes da Cidade           | Inglês                   | Eleição Interna                                        | 8 de março de 2017          |
| Finlândia            | Blackbird                 | Norma John               | Uuden Musiikin Kilpailu 2017                           | 28 de janeiro de 2017       |
| YLE                  | Pássaro Negro             | Inglês                   | Uuden Musiikin Kilpailu 2017                           | 28 de janeiro de 2017       |
| Geórgia              | Keep The Faith            | Tamara Gachechiladze     | Final Nacional                                         | 20 de janeiro de 2017       |
| GPB                  | Continue acreditando      | Inglês                   | Final Nacional                                         | 20 de janeiro de 2017       |
| Montenegro           | Space                     | Slavko Kalezic           | Eleição Interna                                        | 10 de março de 2017         |
| PBS                  | Espaço                    | Inglês                   | Eleição Interna                                        | 10 de março de 2017         |
| Portugal             | Amar Pelos Dois           | Salvador Sobral          | Festival RTP da Canção 2017                            | 5 de março de 2017          |
| RTP1                 | —                         | Português                | Festival RTP da Canção 2017                            | 5 de março de 2017          |
| Suécia               | I Can't Go On             | Robin Bengtsson          | Melodifestivalen 2017                                  | 11 de março de 2017         |
| SVT                  | Não Posso Continuar       | Inglês                   | Melodifestivalen 2017                                  | 11 de março de 2017         |
| Segunda parte        |                           |                          |                                                        |                             |
| Arménia              | Fly With Me               | Artsvik                  | Depi Evratesil 2017 (artista) Eleição Interna (canção) | -                           |
| AMPTV                | Voa Comigo                | Inglês                   | Depi Evratesil 2017 (artista) Eleição Interna (canção) | -                           |
| Chipre               | Gravity                   | Hovig                    | Eleição Interna                                        | -                           |
| CYBC                 | Gravidade                 | Inglês                   | Eleição Interna                                        | -                           |
| Eslovénia            | On My Way                 | Omar Naber               | EMA 2017                                               | 24 de fevereiro de 2017     |
| RTVSLO               | No meu caminho            | Inglês                   | EMA 2017                                               | 24 de fevereiro de 2017     |
| Grécia               | This Is Love              | Demy                     | Eleição Interna (artista) Final Nacional (canção)      | 6 de março de 2017 (canção) |
| ERT                  | Isto é Amor               | Inglês                   | Eleição Interna (artista) Final Nacional (canção)      | 6 de março de 2017 (canção) |
| Islândia             | Paper                     | Svala                    | Söngvakeppnin 2017                                     | 11 de março de 2017         |
| RÚV                  | Papel                     | Inglês                   | Söngvakeppnin 2017                                     | 11 de março de 2017         |
| Letónia              | Line                      | Triana Park              | Supernova 2017                                         | 26 de fevereiro de 2017     |
| LTV                  | Linha                     | Inglês                   | Supernova 2017                                         | 26 de fevereiro de 2017     |
| Moldávia             | Hey, Mamma!               | SunStroke Project        | O Melodie Pentru Europa 2017                           | 25 de fevereiro de 2017     |
| TRM                  | Oi, mamã!                 | Inglês                   | O Melodie Pentru Europa 2017                           | 25 de fevereiro de 2017     |
| Polónia              | Flashlight                | Kasia Moś                | Krajowe Eliminacje 2017                                | 18 de fevereiro de 2017     |
| TVP                  | Lanterna                  | Inglês                   | Krajowe Eliminacje 2017                                | 18 de fevereiro de 2017     |
| Chéquia              | My Turn                   | Martina Bàrta            | Eleição Interna                                        | 15 de fevereiro de 2017     |
| ČT                   | A minha vez               | Inglês                   | Eleição Interna                                        | 15 de fevereiro de 2017     |

### 2.ª semifinal
Dezanove países iriam participam na 2.ª semifinal, até que a cantora da Rússia, Julia Samoylova, foi expulsa do concurso. A França, a Alemanha e a Ucrânia votaram nesta semifinal.
| País participante    | Título original da canção | Artista                           | Processo                                              | Data da seleção         |
| Canais transmissores | Tradução em Português     | Idiomas de interpretação          | Processo                                              | Data da seleção         |
| Primeira parte       | Primeira parte            | Primeira parte                    | Primeira parte                                        | Primeira parte          |
| -------------------- | ------------------------- | --------------------------------- | ----------------------------------------------------- | ----------------------- |
| Áustria              | Running On Air            | Nathan Trent                      | Eleição Interna                                       | 28 de fevereiro de 2017 |
| ORF                  | Correndo no Ar            | Inglês                            | Eleição Interna                                       | 28 de fevereiro de 2017 |
| Dinamarca            | Where I Am                | Anja Nissen                       | Dansk Melodi Grand Prix 2017                          | 25 de fevereiro de 2017 |
| DR                   | Onde estou                | Inglês                            | Dansk Melodi Grand Prix 2017                          | 25 de fevereiro de 2017 |
| Países Baixos        | Lights and Shadows        | O'G3NE                            | Eleição Interna                                       | 3 de março de 2017      |
| AVROTROS             | Luzes e Sombras           | Inglês                            | Eleição Interna                                       | 3 de março de 2017      |
| Hungria              | Origo                     | Joci Pápai                        | A Dal 2017                                            | 18 de fevereiro de 2017 |
| MTVA                 | Origens                   | Húngaro                           | A Dal 2017                                            | 18 de fevereiro de 2017 |
| Irlanda              | Dying To Try              | Brendan Murray                    | Eleição Interna                                       | março de 2017           |
| RTÉ                  | Morrendo para tentar      | Inglês                            | Eleição Interna                                       | março de 2017           |
| Macedónia do Norte   | Dance Alone               | Jana Burceska                     | Eleição Interna                                       | 10 de março de 2017     |
| RT                   | Danço Só                  | Inglês                            | Eleição Interna                                       | 10 de março de 2017     |
| Malta                | Breathlessly              | Claudia Faniello                  | Malta Eurovision Song Contest 2017                    | 18 de fevereiro de 2017 |
| PBS                  | Sem fôlego                | Inglês                            | Malta Eurovision Song Contest 2017                    | 18 de fevereiro de 2017 |
| Roménia              | Yodel It!                 | Ilinca & Alex Florea              | Selecția Națională 2017                               | 5 de março de 2017      |
| RTR                  | Iodele!                   | Inglês                            | Selecția Națională 2017                               | 5 de março de 2017      |
| Sérvia               | In Too Deep               | Tijana Bogićević                  | Eleição Interna                                       | 11 de março de 2017     |
| RTS                  | Muito Profundo            | Inglês                            | Eleição Interna                                       | 11 de março de 2017     |
| Segunda parte        |                           |                                   |                                                       |                         |
| Bielorrússia         | Story of My Life          | NAVI                              | EuroFest 2017                                         | 20 de janeiro de 2017   |
| TRC                  | História da minha vida    | Bielorrusso                       | EuroFest 2017                                         | 20 de janeiro de 2017   |
| Bulgária             | Beautiful Mess            | Kristian Kostov                   | Eleição Interna                                       | 13 de março de 2017     |
| BNT                  | Bela confusão             | Inglês                            | Eleição Interna                                       | 13 de março de 2017     |
| Croácia              | My Friend                 | Jacques Houdek                    | Eleição Interna                                       | 2 de março de 2017      |
| HRT                  | Meu amigo                 | Inglês, Italiano                  | Eleição Interna                                       | 2 de março de 2017      |
| Estónia              | Verona                    | Koit Tomee & Laura                | Eesti Laul 2017                                       | 4 de março de 2017      |
| ERR                  | -                         | Inglês                            | Eesti Laul 2017                                       | 4 de março de 2017      |
| Israel               | I Feel Alive              | Imri Ziv                          | Hakochav Haba (Rising Star)                           | março de 2017           |
| IBA                  | Eu me sinto vivo          | Inglês                            | Hakochav Haba (Rising Star)                           | março de 2017           |
| Lituânia             | Rain of Revolution        | Fusedmarc                         | "Eurovizijos" Dainų Konkurso Nacionalinė Atranka 2017 | 11 de março de 2017     |
| LRT                  | Chuva de Revolução        | Inglês                            | "Eurovizijos" Dainų Konkurso Nacionalinė Atranka 2017 | 11 de março de 2017     |
| Noruega              | Grab the Moment           | JOWST                             | Melodi Grand Prix 2017                                | 11 de março de 2017     |
| NRK                  | Agarre o Momento          | Inglês                            | Melodi Grand Prix 2017                                | 11 de março de 2017     |
| San Marino           | Spirit of the Night       | Valentina Monetta & Jimmie Wilson | Eleição Interna                                       | 12 de março de 2017     |
| RTV                  | Espírito da Noite         | Inglês                            | Eleição Interna                                       | 12 de março de 2017     |
| Suíça                | Apollo                    | Timebelle                         | Die grosse Entscheidungsshow 2017                     | 5 de fevereiro de 2017  |
| SRG SSR              | Apolo                     | Inglês                            | Die grosse Entscheidungsshow 2017                     | 5 de fevereiro de 2017  |

### Final

Votos dados pelo público a Portugal no Festival da Eurovisão da Canção de 2017

Votos dados pelo júri a Portugal no Festival da Eurovisão da Canção de 2017

Os países a seguir qualificam-se diretamente para a final do Festival:
| País Participante    | Título original da Canção | Artista                  | Processo                                                       | Data da Seleção         |
| Canais transmissores | Tradução em Português     | Idiomas de Interpretação | Processo                                                       | Data da Seleção         |
| -------------------- | ------------------------- | ------------------------ | -------------------------------------------------------------- | ----------------------- |
| Alemanha             | Perfect Life              | Levina                   | Unser Song 2017                                                | 9 de fevereiro de 2017  |
| NDR                  | Vida Perfeita             | Inglês                   | Unser Song 2017                                                | 9 de fevereiro de 2017  |
| Espanha              | Do It for Your Lover      | Manel Navarro            | Objectivo Eurovision 2017                                      | fevereiro de 2017       |
| TVE                  | Faça para o seu Amor      | Espanhol e Inglês        | Objectivo Eurovision 2017                                      | fevereiro de 2017       |
| França               | Requiem                   | Alma                     | Eleição Interna                                                | -                       |
| France 2             | Réquiem                   | Francês e Inglês         | Eleição Interna                                                | -                       |
| Itália               | Occidentali's Karma       | Francesco Gabbani        | Festival da Canção Italiana de 2017 (Festival de Sanremo 2017) | 11 de fevereiro de 2017 |
| RAI                  | Carma dos ocidentais      | Italiano                 | Festival da Canção Italiana de 2017 (Festival de Sanremo 2017) | 11 de fevereiro de 2017 |
| Reino Unido          | Never Give Up On You      | Lucie Jones              | Eurovision: You Decide 2018                                    | 27 de janeiro de 2017   |
| BBC                  | Nunca irei desistir de ti | Inglês                   | Eurovision: You Decide 2018                                    | 27 de janeiro de 2017   |
| Ucrânia              | Time                      | O.Torvald                | Jewrovidenije 2017                                             | 25 de fevereiro de 2017 |
| NTU                  | Tempo                     | Inglês                   | Jewrovidenije 2017                                             | 25 de fevereiro de 2017 |

## Resultados

Países na primeira semifinal
Países votantes na primeira semifinal
Países na segunda semifinal
Países votantes na segunda semifinal

Dos 36 países que participaram no festival nas semifinais deste ano, 18 países participaram na primeira semifinal, realizada no dia 9 de maio (na terça-feira), enquanto que os outros 18 participaram na segunda semifinal, realizada no dia 11 de maio (na quinta-feira). Em cada semifinal, classificaram-se para a grande final os 10 países que tiveram melhor pontuação. Na primeira, votaram os países participantes e mais 3 finalistas: Itália, Espanha e Reino Unido. Na segunda, também votaram os países participantes, bem outros 3 finalistas: França, Alemanha e Ucrânia. Em cada show (semifinais e grande final), nenhum país pôde votar em si próprio. A grande final ocorreu no dia 13 de maio (sábado), contando com 26 países concorrentes (10 de cada semifinal, os países do Big 5 (Alemanha, Espanha, França, Itália e Reino Unido) e o país anfitrião, Ucrânia).
A ordem de atuação foi revelada no dia 31 de Março.

### Semifinal 1
| #   | Artista              | Canção            | J   | T   | Tot | Class |
| --- | -------------------- | ----------------- | --- | --- | --- | ----- |
| 1º  | Robin Bengtsson      | "I Can't Go On"   | 127 | 103 | 227 | 3º    |
| 2º  | Tamara Gachechiladze | "Keep the Faith"  | 62  | 37  | 99  | 11º   |
| 3º  | Isaiah               | "Don't Come Easy" | 139 | 21  | 160 | 6º    |
| 4º  | Lindita              | "World"           | 38  | 38  | 76  | 14º   |
| 5º  | Blanche              | "City Lights"     | 40  | 126 | 165 | 4º    |
| 6º  | Slavko Kalezić       | "Space"           | 17  | 39  | 56  | 16º   |
| 7º  | Norma John           | "Blackbird"       | 41  | 51  | 92  | 12º   |
| 8º  | Diana Hajiyeva       | "Skeletons"       | 87  | 63  | 150 | 8º    |
| 9º  | Salvador Sobral      | "Amar pelos Dois" | 173 | 197 | 370 | 1º    |
| 10º | Demy                 | "This Is Love"    | 61  | 54  | 115 | 10º   |
| 11º | Kasia Moś            | "Flashlight"      | 50  | 69  | 119 | 9º    |
| 12º | SunStroke Project    | "Hey, Mamma!"     | 111 | 180 | 291 | 2º    |
| 13º | Svala                | "Paper"           | 29  | 31  | 60  | 15º   |
| 14º | Martina Bárta        | "My Turn"         | 81  | 2   | 83  | 13º   |
| 15º | Hovig                | "Gravity"         | 61  | 103 | 164 | 5º    |
| 16º | Artsvik              | "Fly with me"     | 87  | 65  | 152 | 7º    |
| 17º | Omar Naber           | "On My Way"       | 16  | 20  | 36  | 17º   |
| 18º | Triana Park          | "Line"            | 1   | 20  | 21  | 18º   |

### Semifinal 2
| #   | Artista                           | Canção                   | J   | T   | Tot | Class |
| --- | --------------------------------- | ------------------------ | --- | --- | --- | ----- |
| 1º  | Tijana Bogićević                  | "In Too Deep"            | 53  | 45  | 98  | 11º   |
| 2º  | Nathan Trent                      | "Running on Air"         | 115 | 32  | 147 | 7º    |
| 3º  | Jana Burčeska                     | "Dance Alone"            | 29  | 40  | 69  | 15º   |
| 4º  | Claudia Faniello                  | "Breathlessly"           | 55  | 0   | 55  | 16º   |
| 5º  | Ilinca feat. Alex Florea          | "Yodel It!"              | 26  | 148 | 174 | 6º    |
| 6º  | O'G3NE                            | "Lights and Shadows"     | 149 | 51  | 200 | 4º    |
| 7º  | Joci Pápai                        | "Origo"                  | 66  | 165 | 231 | 2º    |
| 8º  | Anja Nissen                       | "Where I Am"             | 96  | 5   | 101 | 10º   |
| 9º  | Brendan Murray                    | "Dying To Try"           | 45  | 41  | 86  | 13º   |
| 10º | Valentina Monetta & Jimmie Wilson | "Spirit of the Night"    | 0   | 1   | 1   | 18º   |
| 11º | Jacques Houdek                    | "My Friend"              | 37  | 104 | 141 | 8º    |
| 12º | JOWST feat. Aleksander Walmann    | "Grab the Moment"        | 137 | 52  | 189 | 5º    |
| 13º | Timebelle                         | "Apollo"                 | 48  | 49  | 97  | 12º   |
| 14º | NAVI                              | "Historyja majho žyccia" | 55  | 55  | 110 | 9º    |
| 15º | Kristian Kostov                   | "Beautiful Mess"         | 199 | 204 | 403 | 1º    |
| 16º | Fusedmarc                         | "Rain of Revolution"     | 17  | 25  | 42  | 17º   |
| 17º | Koit Toome & Laura                | "Verona"                 | 16  | 69  | 85  | 14º   |
| 18º | Imri Ziv                          | "I Feel Alive"           | 75  | 132 | 207 | 3º    |

### Final
| #   | Artista                        | Canção                   | J   | T   | Tot | Class |
| --- | ------------------------------ | ------------------------ | --- | --- | --- | ----- |
| 1º  | Imri Ziv                       | "I Feel Alive"           | 34  | 5   | 39  | 23º   |
| 2º  | Kasia Moś                      | "Flashlight"             | 23  | 41  | 64  | 22º   |
| 3º  | NAVI                           | "Historyja majho žyccia" | 50  | 33  | 83  | 17º   |
| 4º  | Nathan Trent                   | "Running on Air"         | 93  | 0   | 93  | 16º   |
| 5º  | Artsvik                        | "Fly with me"            | 58  | 21  | 79  | 18º   |
| 6º  | O'G3NE                         | "Lights and Shadows"     | 135 | 15  | 150 | 11º   |
| 7º  | SunStroke Project              | "Hey, Mamma!"            | 110 | 264 | 374 | 3º    |
| 8º  | Joci Pápai                     | "Origo"                  | 48  | 152 | 200 | 8º    |
| 9º  | Francesco Gabbani              | "Occidentali's Karma"    | 126 | 208 | 334 | 6º    |
| 10º | Anja Nissen                    | "Where I Am"             | 69  | 8   | 77  | 20º   |
| 11º | Salvador Sobral                | "Amar pelos dois"        | 382 | 376 | 758 | 1º    |
| 12º | Diana Hajiyeva                 | "Skeletons"              | 78  | 42  | 120 | 14º   |
| 13º | Jacques Houdek                 | "My Friend"              | 25  | 103 | 128 | 13º   |
| 14º | Isaiah                         | "Don't Come Easy"        | 171 | 2   | 173 | 9º    |
| 15º | Demy                           | "This Is Love"           | 48  | 29  | 77  | 19º   |
| 16º | Manel Navarro                  | "Do It for Your Lover"   | 0   | 5   | 5   | 26º   |
| 17º | JOWST feat. Aleksander Walmann | "Grab the Moment"        | 129 | 29  | 158 | 10º   |
| 18º | Lucie Jones                    | "Never Give Up on You"   | 99  | 12  | 111 | 15º   |
| 19º | Hovig                          | "Gravity"                | 36  | 32  | 68  | 21º   |
| 20º | Ilinca feat. Alex Florea       | "Yodel It!"              | 58  | 224 | 282 | 7º    |
| 21º | Levina                         | "Perfect Life"           | 3   | 3   | 6   | 25º   |
| 22º | O.Torvald                      | "Time"                   | 12  | 24  | 36  | 24º   |
| 23º | Blanche                        | "City Lights"            | 108 | 255 | 363 | 4º    |
| 24º | Robin Bengtsson                | "I Can't Go On"          | 218 | 126 | 344 | 5º    |
| 25º | Kristian Kostov                | "Beautiful Mess"         | 278 | 337 | 615 | 2º    |
| 26º | Alma                           | "Requiem"                | 45  | 90  | 135 | 12º   |

## Outros países
Para um país para ser elegível para participar no Festival Eurovisão da Canção, ele precisa ser um membro ativo da União Europeia de Radiodifusão (UER), ou, para membros associados, ter sua participação aprovada pela instituição. A UER confirmou, inicialmente, que quarenta e três países fariam parte do festival. Contudo, com a desistência da Rússia, o número foi reduzido para quarenta e dois.

### Possíveis estreias
| País        | Descrição | Posição na UER   | Posição na UER   |
| ----------- | --- | ---------------- | ---------------- |
| Cazaquistão | A estação de radiodifusão do país, Khabar TV, associou-se à UER como membro ativo em 2016. Por essa razão, a participação do país na Eurovisão em 2017 foi uma possibilidade. | Membro associado | Membro associado |

### Possíveis regressos
| País    | Descrição | Última participação | Posição na UER |
| ------- | --- | ------------------- | -------------- |
| Turquia | A Turquia retirou-se do Festival em 2012 como forma de protesto contra os chamados "Big 5" e contra as votações dos júris. Porém, a estação pública do país (TRT) anunciou que emitiu um comunicado à UER sobre a sua participação em 2017. Contudo, tal participação não se confirmou. | 2012                | Membros ativos |

### Países que não participaram nesta edição
| País                 | Descrição | Última participação | Posição na UER |
| -------------------- | --- | ------------------- | -------------- |
| Andorra              | A estação Ràdio i Televisió d'Andorra (RTVA) mostrou a intenção de não participar em 2017, e isto por várias razões nas quais não se deu nenhuma precisão. | 2009                | Membros ativos |
| Bósnia e Herzegovina | A estação Radio-Televizija Bosne i Hercegovine (BHRT) decidiu suspender todas as transmissões a partir de 30 de junho de 2016, em razão de uma grande dívida com a soma de € 5,4 milhões para com a UER. A 28 de setembro de 2016, o canal confirmou a retirada do Festival em 2017. | 2016                | Membros ativos |
| Eslováquia           | A estação pública da Eslováquia (RTVS) explicou, em 2016, que a sua retirada do Festival desde 2012 é devido ao fa(c)to dos custos que a participação do país no certame acarreta para a estação pública. Segundo o Diretor da RTVS: "a estação tem a sua própria estratégia de programação e o financiamento das produções é mais importante que a participação do país na Eurovisão." Ainda assim, a RTVS anunciou que a participação do país em 2017 seria discutida ao longo de 2016. Ao final de setembro, a emissora confirmou que não levaria sua delegação à Kiev. | 2012                | Membros ativos |
| Luxemburgo           | O país confirmou, a 25 de maio, que não participaria em 2017. | 1993                | Membros ativos |
| Mónaco               | O Mónaco confrirmou, a 19 de agosto, que não iría participar no Festival Eurovisão em 2017. | 2006                | Membros ativos |

### Países que poderiam participar, mas nunca mostraram interesse
| País     | Descrição | Posição na UER   |
| -------- | --- | ---------------- |
| Argélia  | O país é membro ativo da UER pelas estações ENTV, ENRS e TDA, porém nunca qualquer uma delas mostrou interesse em participar. | Membro ativo     |
| Egipto   | A estação ERTU do Egito é membro associada da UER, porém o país nunca mostrou interesse em participar.                        | Membro associado |
| Jordânia | A Jordânia é membro da UER através da estação JRTV, porém também nunca mostrou interesse em participar.                       | Membros ativos   |
| Líbia    | A estação pública LBC da Líbia é membro ativo da UER, porém o país nunca mostrou interesse em participar.                     | Membros ativos   |

### Países que podem e já mostraram interesse em participar, mas ainda nunca o fizeram
| País    | Descrição | Última participação | Posição na UER |
| ------- | --- | ------------------- | -------------- |
| Líbano  | O Líbano chegou a estar na lista dos países participantes do Festival Eurovisão da Canção 2005, mas desistiu de participar quando soube que seria obrigada, pelo regulamento da UER, a mostrar a apresentação de Israel. | -                   | Membro ativo   |
| Tunísia | A Tunísia nunca participou no Festival Eurovisão da Canção, porém em 1977 chegou a inscrever-se no concurso, mas acabou por desistir ainda por razões incertas.                                                          | -                   | Membro ativo   |

### Países que querem participar, mas que não têm autorização
| País          | Descrição | Posição na UER                                              |
| ------------- | --- | ----------------------------------------------------------- |
| China         | A única emissora privada da China, a Hunan TV, confirmou o interesse em participar no Festival. A UER disse: "estamos abertos e estamos sempre à procura de novos elementos em cada Festival Eurovisão da Canção." Porém, sempre é desmentida UER a possível participação da China no certame. | Membro associado                                            |
| Kosovo        | O ministro das Relações Exteriores do Kosovo publicou no Twitter que o país (não reconhecido por quinze estados na Europa e pela ONU e, por isso, ainda não é membro ativo da UER) iria participar no Festival da Eurovisão 2016, marcando a sua estreia para o concurso. No entanto, no dia 3 de junho de 2015, a UER desmentiu que Kosovo iria competir em 2016, como a emissora nacional Rádio Televisão de Kosovo (RTK) não é nem associada e nem membro ativo. Por essa razão, a possível participação do Kosovo em 2017 também é muito improvável. | Membros associados com potenciais para serem membros ativos |
| Liechtenstein | A estação pública do país afirmou que estava a trabalhar junto à UER para poder vir a participar no Festival da Eurovisão. | Membros associados com potenciais para serem membros ativos |
| Catar         | O Qatar já tornou público o seu interesse em participar no Festival, porém, como não é membro da UER, não tem autorização a participar. | Membros associados com potenciais para serem membros ativos |

### Outros países
| País           | Descrição | Posição na UER |
| -------------- | --- | -------------- |
| Estados Unidos | Depois da performance de Justin Timberlake durante intervalo da final do Festival de 2016, existiram especulações de que os EUA poderiam participar num futuro Festival, visto que, na edição de 2014, Jessica Mauboy realizou uma performance no Festival, sendo o precedente para as participações do país, em 2015. Contudo, os direitos do evento são vendidos para a emissora Logo TV, de propriedade da Viacom, que não é membro associado da UER. | Não membro     |

## Comentadores e Porta-vozes

### Países participantes
Participa e vota no Festival
     Vota no Festival
| País               | Primeira semifinal      | Primeira semifinal                                                | Segunda semi-final      | Segunda semi-final                                                | Final                   | Final                                                             | Porta-voz                 |
| País               | Canal                   | Comentador                                                        | Canal                   | Comentador                                                        | Canal                   | Comentador                                                        | Porta-voz                 |
| ------------------ | ----------------------- | ----------------------------------------------------------------- | ----------------------- | ----------------------------------------------------------------- | ----------------------- | ----------------------------------------------------------------- | ------------------------- |
| Albânia            |                         |                                                                   |                         |                                                                   |                         |                                                                   | Andri Xhahu               |
| Alemanha           | One                     | Peter Urban                                                       | One, NDR Fernsehen      | Peter Urban                                                       | Das Erste, One          | Peter Urban                                                       | Barbara Schöneberger      |
| Arménia            |                         |                                                                   |                         |                                                                   |                         |                                                                   |                           |
| Austrália          | SBS                     | Julia Zemiro e Sam Pang                                           | SBS                     | Julia Zemiro e Sam Pang                                           | SBS                     | Julia Zemiro et Sam Pang                                          | Lee Lin Chin              |
| Áustria            | ORF                     | Andi Knoll                                                        | ORF                     | Andi Knoll                                                        | ORF                     | Andi Knoll                                                        | Kati Bellowitsch          |
| Azerbaijão         |                         |                                                                   |                         |                                                                   |                         |                                                                   |                           |
| Bélgica            | La Une                  | Maureen Louys e Jean-Louis Lahaye                                 | La Une                  | Maureen Louys e Jean-Louis Lahaye                                 | La Une                  | Maureen Louys e Jean-Louis Lahaye                                 |                           |
| Bélgica            | Één                     | Peter Van de Veire                                                | Één                     | Peter Van de Veire                                                | Één                     | Peter Van de Veire                                                |                           |
| Bielorrússia       |                         |                                                                   |                         |                                                                   |                         |                                                                   | Alyona Lanskaya           |
| Bulgária           |                         |                                                                   |                         |                                                                   |                         |                                                                   | Boryana Gramatikova       |
| Chipre             |                         |                                                                   |                         |                                                                   |                         |                                                                   |                           |
| Croácia            | HRT 1 HR 2              |                                                                   | HRT 1 HR 2              |                                                                   | HRT 1 HR 2              |                                                                   | Uršula Tolj               |
| Dinamarca          |                         |                                                                   |                         |                                                                   |                         |                                                                   |                           |
| Eslovénia          |                         |                                                                   |                         |                                                                   |                         |                                                                   |                           |
| Espanha            |                         |                                                                   |                         |                                                                   |                         |                                                                   | Nieves Álvarez            |
| Estónia            | ETV                     | Marko Reikop                                                      | ETV                     | Marko Reikop                                                      | ETV                     | Marko Reikop                                                      |                           |
| Finlândia          | Yle TV1                 | Finlandês: Mikko Silvennoinen Sueco: Eva Franz and Johan Lindroos | Yle TV2                 | Finlandês: Mikko Silvennoinen Sueco: Eva Franz and Johan Lindroos | Yle TV2                 | Finlandês: Mikko Silvennoinen Sueco: Eva Franz and Johan Lindroos |                           |
| França             | France 4                | Jarry e Marianne James                                            | France 4                | Jarry e Marianne James                                            | France 2                | Stéphane Bern e Marianne James                                    | Élodie Gossuin            |
| Geórgia            |                         |                                                                   |                         |                                                                   |                         |                                                                   | Nika Kocharov             |
| Grécia             | ERT1, ERT HD, ERT World | Maria Kozakou et Giorgos Kapoutzidis                              | ERT1, ERT HD, ERT World | Maria Kozakou et Giorgos Kapoutzidis                              | ERT1, ERT HD, ERT World | Maria Kozakou et Giorgos Kapoutzidis                              |                           |
| Países Baixos      |                         |                                                                   |                         |                                                                   |                         |                                                                   | Douwe Bob                 |
| Hungria            | Duna, Duna World        | Krisztina Rátonyi e Freddie                                       | Duna, Duna World        | Krisztina Rátonyi e Freddie                                       | Duna, Duna World        | Krisztina Rátonyi e Freddie                                       | Csilla Tatár              |
| Irlanda            | RTÉ2                    | Marty Whelan                                                      | RTÉ2                    | Marty Whelan                                                      | RTÉ One                 | Marty Whelan                                                      |                           |
| Islândia           |                         |                                                                   |                         |                                                                   |                         |                                                                   | Bo Halldórsson            |
| Israel             | IPBC                    |                                                                   | IPBC                    |                                                                   | IPBC                    |                                                                   |                           |
| Itália             | Rai 4                   | Andrea Delogu e Diego Passoni                                     | Rai 4                   | Andrea Delogu e Diego Passoni                                     | Rai 1                   | Flavio Insinna e Federico Russo                                   |                           |
| Letónia            | LTV1                    | Valters Frīdenbergs                                               | LTV1                    | Valters Frīdenbergs                                               | LTV1                    | Toms Grēviņš                                                      | Aminata Savadogo          |
| Lituânia           | LRT LRT Radijas         | Darius Užkuraitis e Gerūta Griniūtė                               | LRT LRT Radijas         | Darius Užkuraitis e Gerūta Griniūtė                               | LRT LRT Radijas         | Darius Užkuraitis e Gerūta Griniūtė                               | Eglė Daugėlaitė           |
| Macedónia do Norte |                         |                                                                   |                         |                                                                   |                         |                                                                   |                           |
| Malta              |                         |                                                                   |                         |                                                                   |                         |                                                                   |                           |
| Moldávia           |                         |                                                                   |                         |                                                                   |                         |                                                                   |                           |
| Montenegro         |                         |                                                                   |                         |                                                                   |                         |                                                                   |                           |
| Noruega            | NRK1                    | Olav Viksmo-Slettan                                               | NRK1                    | Olav Viksmo-Slettan                                               | NRK1                    | Olav Viksmo-Slettan                                               |                           |
| Polónia            | TVP Rozrywka            | Artur Orzech                                                      | TVP Rozrywka            | Artur Orzech                                                      | TVP Rozrywka            | Artur Orzech                                                      |                           |
| Portugal           | RTP1                    | José Carlos Malato                                                | RTP1                    | José Carlos Malato                                                | RTP1                    | José Carlos Malato                                                | Filomena Cautela          |
| Chéquia            |                         |                                                                   |                         |                                                                   |                         |                                                                   | Radka Rosická             |
| Roménia            |                         |                                                                   |                         |                                                                   |                         |                                                                   |                           |
| Reino Unido        | BBC Four                |                                                                   | BBC Four                |                                                                   | BBC One                 | Graham Norton                                                     |                           |
| San Marino         |                         |                                                                   |                         |                                                                   |                         |                                                                   | Lia Fiorio e Gigi Restivo |
| Sérvia             |                         |                                                                   |                         |                                                                   |                         |                                                                   |                           |
| Suécia             |                         | Måns Zelmerlöw e Edward af Sillén                                 |                         |                                                                   |                         |                                                                   | Wiktoria                  |
| Suíça              |                         |                                                                   |                         |                                                                   |                         |                                                                   | Luca Hänni                |
| Ucrânia            | Pershyi Natsionalnyi    |                                                                   | Pershyi Natsionalnyi    |                                                                   | Pershyi Natsionalnyi    |                                                                   | Pavlo Shylko              |

## Álbum oficial
Eurovision Song Contest: Kyiv 2017 é o álbum de compilação oficial do festival, lançado pela União Europeia de Radiodifusão e lançado pela Universal Music Group a 21 de Abril e fisicamente a 28 de Abril de 2017. O álbum conta com todas as 42 participações, incluindo os semifinalistas que não se classificaram para a final, e a canção russa, que se retirou do festival a 13 de abril de 2017.
| CD 1           |                                       |                      |         |  |
| N.º            | Título                                | Artista              | Duração |  |
| 1.             | "World" ( Albânia)                    | Lindita              | 2:56    |  |
| 2.             | "Fly with Me" ( Arménia)              | Artsvik              | 2:59    |  |
| 3.             | "Don't Come Easy" ( Austrália)        | Isaiah               | 3:04    |  |
| 4.             | "Running on Air" ( Áustria)           | Nathan Trent         | 2:47    |  |
| 5.             | "Skeletons" ( Azerbaijão)             | Dihaj                | 2:59    |  |
| 6.             | "City Lights" ( Bélgica)              | Blanche              | 2:54    |  |
| 7.             | "Beautiful Mess" ( Bulgária)          | Kristian Kostov      | 3:00    |  |
| 8.             | "Story of My Life" ( Bielorrússia)    | Naviband             | 3:00    |  |
| 9.             | "Apollo" ( Suíça)                     | Timebelle            | 2:59    |  |
| 10.            | "Gravity" ( Chipre)                   | Hovig                | 2:59    |  |
| 11.            | "My Turn" ( Chéquia)                  | Martina Bárta        | 2:58    |  |
| 12.            | "Perfect Life" ( Alemanha)            | Levina               | 3:00    |  |
| 13.            | "Where I Am" ( Dinamarca)             | Anja Nissen          | 2:59    |  |
| 14.            | "Do It for Your Lover" ( Espanha)     | Manel Navarro        | 3:00    |  |
| 15.            | "Verona" ( Estónia)                   | Koit Toome and Laura | 3:02    |  |
| 16.            | "Blackbird" ( Finlândia)              | Norma John           | 3:06    |  |
| 17.            | "Requiem" ( França)                   | Alma                 | 3:00    |  |
| 18.            | "Never Give Up on You" ( Reino Unido) | Lucie Jones          | 3:00    |  |
| 19.            | "Keep the Faith" ( Geórgia)           | Tamara Gachechiladze | 2:58    |  |
| 20.            | "This Is Love" ( Grécia)              | Demy                 | 3:01    |  |
| 21.            | "My Friend" ( Croácia)                | Jacques Houdek       | 3:00    |  |
| 22.            | "Origo" ( Hungria)                    | Joci Pápai           | 3:03    |  |
| Duração total: | Duração total:                        | Duração total:       | 65:44   |  |

| CD 2           |                                       |                                     |         |  |
| N.º            | Título                                | Artista                             | Duração |  |
| 1.             | "Dying to Try" ( Irlanda)             | Brendan Murray                      | 3:00    |  |
| 2.             | "Paper" ( Islândia)                   | Svala                               | 2:59    |  |
| 3.             | "I Feel Alive" ( Israel)              | Imri                                | 3:00    |  |
| 4.             | "Occidentali's Karma" ( Itália)       | Francesco Gabbani                   | 3:03    |  |
| 5.             | "Rain of Revolution" ( Lituânia)      | Fusedmarc                           | 3:05    |  |
| 6.             | "Line" ( Letónia)                     | Triana Park                         | 3:08    |  |
| 7.             | "Hey Mamma" ( Moldávia)               | SunStroke Project                   | 2:59    |  |
| 8.             | "Dance Alone" ( Macedónia do Norte)   | Jana Burčeska                       | 3:06    |  |
| 9.             | "Breathlessly" ( Malta)               | Claudia Faniello                    | 3:00    |  |
| 10.            | "Space" ( Montenegro)                 | Slavko Kalezić                      | 2:59    |  |
| 11.            | "Lights and Shadows" ( Países Baixos) | OG3NE                               | 3:00    |  |
| 12.            | "Grab the Moment" ( Noruega)          | JOWST                               | 2:55    |  |
| 13.            | "Flashlight" ( Polónia)               | Kasia Moś                           | 3:00    |  |
| 14.            | "Amar pelos dois" ( Portugal)         | Salvador Sobral                     | 3:00    |  |
| 15.            | "Yodel It!" ( Roménia)                | Ilinca and Alex Florea              | 2:56    |  |
| 16.            | "Flame Is Burning" ( Rússia)          | Julia Samoylova                     | 3:02    |  |
| 17.            | "Spirit of the Night" ( San Marino)   | Valentina Monetta and Jimmie Wilson | 3:05    |  |
| 18.            | "In Too Deep" ( Sérvia)               | Tijana Bogićević                    | 3:07    |  |
| 19.            | "On My Way" ( Eslovénia)              | Omar Naber                          | 3:00    |  |
| 20.            | "I Can't Go On" ( Suécia)             | Robin Bengtsson                     | 3:03    |  |
| 21.            | "Time" ( Ucrânia)                     | O.Torvald                           | 3:04    |  |
| Duração total: | Duração total:                        | Duração total:                      | 63:31   |  |